# Robert Themptander
Oscar Robert Themptander (født 14. februar 1844 i Stockholm, død 30. januar 1897 sammesteds) var en svensk statsmand, der var Sveriges statsminister fra 1884 til 1888.

## Biografi
Han tog allerede 1863 juridisk eksamen og gjorde derefter tjeneste dels ved Svea hovrätt, dels som notar ved Riksdagen; blev 1871 sekretær hos Justitieombudsmannen, 1874 fiskal i Tullstyrelsen og 1878 bureauchef sammesteds. Samme år valgtes han i Stockholm til 2. Kammer, blev december 1880 konsultativ statsråd i Arvid Posses ministerium, overtog 3 måneder senere Finansministeriet og blev maj 1884 desuden statsminister i steden for Thyselius, som ønskede Sveriges indblanding i striden mellem kongen og Norges Storting. I denne stilling fik han det længe omstridte hærordnings- og det dermed sammenhængende skattespørgsmål væsentlig fremmet ved at gennemføre en ny værnepligtslov og samtidig delvis afskrivning (med 3 tiendedele) af grundskatterne og gjorde derved ende på — hvad han kaldte — "århundredgamle uretfærdigheder". Han fik tillige oprettet postsparebanker 1883, gennemførte flere skattereformer og kæmpede djærvt for frihandelen (var allerede 1878 medlem af komiteen for udarbejdelsen af en ny toldtarif); men da han ikke kunde hindre indførelsen af korntold, trak han sig februar 1888 tilbage fra statsstyrelsen og opgav samtidig sit hverv som medlem af 1. Kammer (siden 1883). Snart efter blev han landshøvding i Stockholms Län indtil august 1896; valgtes 1893 samt på ny 1896 til 2. Kammer som udpræget liberal (kæmpede 1894 mod en indskrænkning af byernes repræsentation); var 1895 medlem af unionskomiteen og brugtes desuden i mange andre vigtige hverv.